# Jayang-dong, Seoul
Jayang-dong (koreanska: 자양동) är en stadsdel i Sydkoreas huvudstad Seoul. Den ligger på norra sidan Hanfloden i stadsdistriktet Gwangjin-gu.

## Indelning
Administrativt är Jayang-dong indelat i:
| Namn    | Namn               | Yta km² | Invånare 31 dec 2020 |
| ------- | ------------------ | ------- | -------------------- |
| 자양1동 | Jayang 1(il)-dong  | 0,57    | 23 710               |
| 자양2동 | Jayang 2(i)-dong   | 1,68    | 26 016               |
| 자양3동 | Jayang 3(sam)-dong | 1,20    | 28 957               |
| 자양4동 | Jayang 4(sa)-dong  | 1,16    | 21 526               |